# Khlong Lan (huyện)
Khlong Lan (tiếng Thái: คลองลาน) là huyện cực tây thuộc tỉnh Kamphaeng Phet, phía bắc Thái Lan.

## Lịch sử
Khu vực này ban đầu thuộc huyện Mueang Kamphaeng Phet, sau đó đã được đặt tên Tambon Pong Nam Ron. Tambon Khlong Lan và Pong Nam Ron đã được nâng lên thành tiểu huyện (King Amphoe) ngày 1 tháng 6 năm 1977. Và chính thức được nâng cấp thành huyện ngày 20 tháng 3 năm 1986.

## Địa lý
Các huyện giáp ranh là (từ phía đông theo chiều kim đồng hồ): Mueang Kamphaeng Phet, Khlong Khlung, Pang Sila Thong thuộc tỉnh Kamphaeng Phet, Umphang, Phop Phra và Wang Chao thuộc tỉnh Tak.

## Hành chính
Huyện này được chia thành 4 phó huyện (tambon), các đơn vị này lại được chia thành 65 làng (muban). Không có khu vực đô thị (thesaban, và 4 Tổ chức hành chính tambon (TAO).
| Số TT | Tên                  | Tên tiếng Thái | Số làng | Dân số |  |
| ----- | -------------------- | -------------- | ------- | ------ |  |
| 1.    | Khlong Nam Lai       | คลองน้ำไหล      | 26      | 19.634 |  |
| 2.    | Pong Nam Ron         | โป่งน้ำร้อน       | 9       | 9.119  |  |
| 3.    | Khlong Lan Phatthana | คลองลานพัฒนา    | 20      | 23.699 |  |
| 4.    | Sak Ngam             | สักงาม          | 10      | 10.654 |  |